# Gangljodl
Gangljodl ist ein kleiner Ort im Almtal in Oberösterreich und gehört zur Gemeinde Grünau im Almtal im Bezirk Gmunden.

## Geographie
Das  Rotte liegt etwa 35 Kilometer südlich von Wels, im Almtal auf um die 500 m ü. A. Sie befindet sich taleinwärts von Scharnstein, halbwegs nach Grünau, und umfasst die Ortslage rechtufrig der Alm, an einem Mühlbach des Flusses. Direkt südlich quert die L549 Almseestraße die Alm. Über dem Ort erhebt sich der Grat Scharnsteiner Spitze (1133 m ü. A.) – Windhagkogel (1334 m ü. A.).
Der Ort umfasst knapp ein Dutzend Gebäude.
Nachbarorte
|                                | Lippenannerl                                |  |
| Traxenbichl (Gem. Scharnstein) | Kompassrose, die auf Nachbargemeinden zeigt |  |
|                                | Wieselmühle                                 |  |

## Geschichte und Infrastruktur
Schon im 18. Jahrhundert befand sich hier die Weidingersaag, und später auch die Gangljodlsäge, nach der der Ort heißt. 1934 wurde das Wehr neu errichtet.
Der Ort ist durch seine Lage immer wieder von Hochwässern betroffen, so zuletzt beim Donauhochwasser 2002.

### Kraftwerk Gangljodl

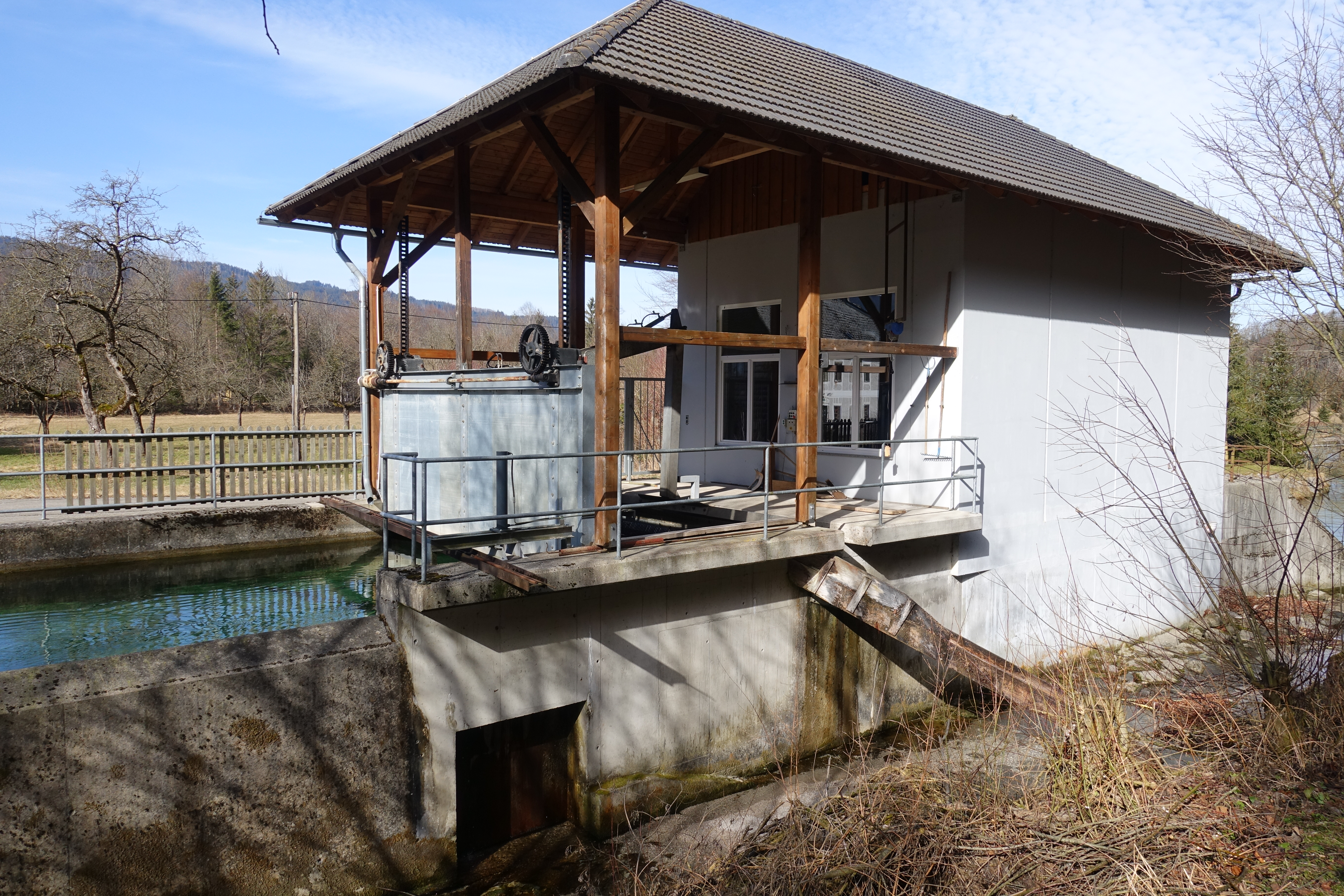
Kraftwerk Gangljodl

Am Oberwasserwehr des alten Mühlbachs wird ein kleines Wasserkraftwerk betrieben. Es läuft mit einer Kaplanturbine als Restwasserturbine, mit etwa 160 kW Nennleistung.
Die Anlage wurde 2004–2006 (Bewilligung 2010) im Sinne der EU-Wasserrahmenrichtlinie (WRRL) und im Rahmen des Projekts Flussdialog revitalisiert. Das Querbauwerk der Alm stellt sich seither als Rampe mit etwa 1⁄3 Meter Fallhöhe, rechtsufrig einem kleinen Regulierwehr (automatisierte Wehrsteuerung mit
Grundablass und Stauklappe), und linksufrig einer Fischtreppe in Form einer aufgelösten Rampe dar.

## Nachweise
- 40708 – Grünau im Almtal. Gemeindedaten der Statistik Austria

1. ↑  Franziszäischer Kataster 1817–1861 (Urmappe, als Layer online bei DORIS, diverse Kartenthemen, Urmappe quality insb. Kulturatlas); auch Schütz, Müller 1787 (Kartenthema Erste Landesaufnahmen)
2. ↑  Akten: BH Gmunden, Schachteln 159, Gruppe H 1903–1905 Bau, Wasser u. Energie, Zl. 644 – 24557 u. a.; 172, Gruppe I/E 1933–1935, Wasser u. Energie, 1934: Zl. 6 – 41 u. a.; vergl. Engelbert Lasinger: Akten und Handschriften der Bezirkshauptmannschaft Gmunden im OÖ. Landesarchiv, Stand 1993, S. 19, 31 (pdf (Memento des Originals vom 3. Juni 2016 im Internet Archive)  Info: Der Archivlink wurde automatisch eingesetzt und noch nicht geprüft. Bitte prüfe Original- und Archivlink gemäß Anleitung und entferne dann diesen Hinweis., landesarchiv-ooe.at).
3. ↑   Ingenieurbüro Neukirchen successfully applied the Aquaterra-MIKE link for the Alm River flood study (Memento des Originals vom 24. Februar 2012 im Internet Archive)  Info: Der Archivlink wurde automatisch eingesetzt und noch nicht geprüft. Bitte prüfe Original- und Archivlink gemäß Anleitung und entferne dann diesen Hinweis., cgsplus.com – zur Hochwasserzonierung
4. ↑  Firma Raimund und Gerlinde Stadlmair in Grünau. Firmenbuchdaten Creditreform/firmenabc.at
5. ↑  Referenzliste Kaplan Turbinen, Kössler GmbH & Co KG (pdf; 95 kB)
6. ↑  Wa10-1036/55-2010 und Wa10-1036/63-2010, Bundesministerium für Land- und Forstwirtschaft, Umwelt und Wasserwirtschaft, Sektion I Rechts- und Parlamentsdienst: Bearbeitungsstand Wasserkraftanlagen 2008–2012, Veröffentlichung gemäß § 52 Abs. 3 Ökostromgesetz 2012, S. 42 (pdf (Seite nicht mehr abrufbar, festgestellt im April 2018. Suche in Webarchiven)  Info: Der Link wurde automatisch als defekt markiert. Bitte prüfe den Link gemäß Anleitung und entferne dann diesen Hinweis., lebensministerium.at).
7. ↑   Flussdialog Alm – Präsentation der Befragungsergebnisse (Memento des Originals vom 26. November 2010 im Internet Archive)  Info: Der Archivlink wurde automatisch eingesetzt und noch nicht geprüft. Bitte prüfe Original- und Archivlink gemäß Anleitung und entferne dann diesen Hinweis., salzi.at, 8. November 2010 (Foto (Seite nicht mehr abrufbar, festgestellt im April 2018. Suche in Webarchiven)  Info: Der Link wurde automatisch als defekt markiert. Bitte prüfe den Link gemäß Anleitung und entferne dann diesen Hinweis.)